# Черв'яга довга
Черв'яга довга (Caecilia occidentalis) — вид безногих земноводних родини Черв'яга (Caecilia). Він є ендемічним видом для гірських лісів Північно-Західних Анд (Майкл Хоган. 2012) у Колумбії. Його місцем існування є субтропічний або тропічний вологий гірський ліс, плантації, сільські сади, міська місцевість і деградований вторинний ліс.

## Загрози
За даними МСОП у даний час основні загрози цього виду невідомі. Вирубка лісів в результаті розширення сільського господарства та урбанізація є потенційними загрозами, але немає достатньої кількості інформації, щоб підтвердити це.